# Uthumphon
Uthumphon (Thai: สมเด็จพระเจ้าอุทุมพร) war der 34. Herrscher des Königreiches Ayutthaya. Er regierte als Nachfolger von König Borommakot für knapp zwei Monate, vom 13. April 1758 bis Mai 1758.

## Leben und Wirken
Nachdem im April 1756 der Uparat Thammathibet (Thai: ธรรมาธิเบศร์) wegen seiner zahlreichen Vergehen zu Tode gefoltert worden war, hatte König Borommakot keinen neuen Nachfolger ernannt. Unter seinen zahlreichen Nachkommen befanden sich nur zwei Prinzen im Rang eines Chao Fa, die für den Thron infrage kamen, nämlich Anurak Montri (Thai: กรมขุนอนุรักษ์มนตรี, später: Ekathat) und dessen jüngerer Bruder Phon Phinit (Thai: ขุนพรพินิต, später: Uthumphon). Anscheinend war nach Meinung des Königs der eigentlich nächste in der Thronfolge, Ekathat, nicht wirklich in der Lage, das Königreich nach seinem Tode weiterzuführen. Historiker sprechen von ihm als „dumm, leichtgläubig und unfähig“, er soll außerdem „unter dem Pantoffel seines Harems“ gestanden haben. Er soll auf Hoftratsch und birmanische Spione gehört haben. Seine besten Kämpfer habe er aus Eifersucht getötet. So drängten seine drei Hauptminister Boromakot einige Tage vor seinem Tod, Uthumpon zu seinem Nachfolger zu ernennen.
Am 13. April 1758 starb Borommakot. Sogleich versammelten sich drei Prinzen mit ihren Verbündeten, bewaffneten sich in der königlichen Waffenkammer und wollten sich so der Ernennung von Uthumphon zum König mit Waffengewalt widersetzen. Uthumphon hatte jedoch die Unterstützung des Adels und der hohen Würdenträger des buddhistischen Sangha. Er konnte den Prinzen zuvorkommen und ließ sie noch am gleichen Tage hinrichten.
Uthumpon wurde Ende April zum König gekrönt. In der darauffolgenden Krise hätten in der Vergangenheit beiden Parteien versucht, sich gegenseitig auszulöschen. Ekathat hatte sich im königlichen Thronsaal, der Suriyamarin-Halle, häuslich niedergelassen, und weigerte sich, das Feld zu räumen. Allerdings kamen beide Brüder bald zu einem überraschenden Kompromiss: da Uthumphon die Kraft verließ, sich seinem Bruder ständig zu widersetzen, dankte er freiwillig ab und überließ ihm nach einer Regierungszeit von wenigen Tagen den Thron. Uthumphon verschwand aus dem öffentlichen Leben und zog sich in ein buddhistisches Kloster zurück. Ekathat wurde als Boromaraja V. zum König gekrönt, er war aber auch aufgrund der Umstände, die zu seiner Thronbesteigung führten, als Suriyamarin-Palast-König (Thai: สมเด็จพระเจ้าอยู่หัว พระที่นั่งสุริยาสน์อมรินทร์) bekannt.
Anfang 1760 eroberten birmanische Truppen unter der Führung von König Alaungphaya zunächst Martaban, Tavoy und Tenasserim, anschließend nahmen sie auf der anderen Seite der Halbinsel Kui Buri, Phetchaburi und Ratchaburi ein. Als sie im April 1760 die Hauptstadt Ayutthaya belagerten, brachte das den König in arge Verlegenheit. Er bat seinen Bruder, das Klosterleben aufzugeben und statt seiner die Regentschaft zu übernehmen und insbesondere die Verteidigung zu organisieren. Die Burmesen konnten daraufhin zurückgeschlagen werden und Uthumphon sorgte für die nächsten zwei Jahre für die Befestigung Ayutthayas, ehe er sich wieder ins Kloster zurückzog und Ekathat wieder die Regentschaft übernahm. Einige Historiker behaupten, dass Uthumphon – hätte er weiter regiert – möglicherweise in der Lage gewesen wäre, Ayutthaya vor dem Untergang zu bewahren.
Über Uthumphons Ende ist nichts überliefert, man vermutet, dass er die Eroberung Ayutthayas nicht überlebt hat.